# Villiers-sur-Tholon
Villiers-sur-Tholon este o comună în departamentul Yonne, Franța. În 2009 avea o populație de 473 de locuitori.

## Evoluția populației
| An        | 1975 | 1982 | 1990 | 1999 | 2006 | 2009 |
| --------- | ---- | ---- | ---- | ---- | ---- | ---- |
| Populație | 329  | 334  | 347  | 354  | 440  | 473  |